# Flemming Hansen (Handballspieler, 1961)
Flemming Hansen (* 22. April 1961 in Grenaa, Dänemark) ist ein ehemaliger dänischer Handballspieler, der für die dänische Nationalmannschaft auflief.

## Karriere
Hansen erlernte das Handballspielen bei Hammelev IF. Anschließend spielte er bei Grenaa IF. In den 1980er Jahren schloss sich der Rechtshänder Helsingør IF an, mit dem er die dänische Meisterschaft gewann. Hansen war in den Spielzeiten 1985/86 und 1986/87 erfolgreichster Torschütze der Håndboldligaen. Zum Jahresbeginn 1989 wechselte Hansen zum norwegischen Erstligisten Stavanger IF. Mit Stavanger errang er 1989 sowie 1990 die Serienmeisterschaft und gewann 1990 das Endspiel der Play-offs. 1991 kehrte er zu  Helsingør IF zurück.
Hansen bestritt 18. Juni 1984 sein erstes Länderspiel für die dänische Nationalmannschaft. Der Rückraumspieler reiste als Reservespieler nach Los Angeles zu den Olympischen Spielen 1984, jedoch nahm er an keinem Spiel teil. Am 29. März 1992 bestritt Hansen sein letztes von insgesamt 120 Länderspielen, in denen er 240 Tore warf.

## Sonstiges
Sein Sohn Mikkel spielte ebenfalls Handball und wurde zum Welthandballer der Jahre 2011, 2015 und 2018 gewählt.